# همه‌چی‌تموم
«همه چی تموم» تک‌آهنگی از هنرمند اهل رومانی اینا است که در سال ۲۰۱۴ میلادی منتشر شد.